# Quá trình rp

Tổng hợp hạt nhân của hạt nhân giàu proton bằng cách bắt proton nhanh

Quá trình rp (quá trình bắt proton nhanh) bao gồm các proton liên tiếp bắt vào hạt nhân để tạo ra các nguyên tố nặng hơn. Đây là một quá trình tổng hợp hạt nhân và cùng với quá trình s và quá trình r, có thể chịu trách nhiệm tạo ra nhiều nguyên tố nặng có trong vũ trụ. Tuy nhiên, nó khác biệt đáng kể so với các quá trình khác được đề cập ở chỗ nó xảy ra ở phía ổn định giàu proton, trái ngược với phía ổn định giàu neutron. Điểm cuối của quá trình rp (yếu tố có khối lượng cao nhất mà nó có thể tạo ra) chưa được thiết lập tốt, nhưng nghiên cứu gần đây đã chỉ ra rằng trong các sao neutron, nó không thể tiến xa hơn Tellurium. Quá trình rp bị ức chế bởi sự phân rã alpha, đặt giới hạn trên của điểm cuối ở <sup id="mwFg">104</sup>Te, hạt nhân phân rã alpha quan sát nhẹ nhất, và dòng nhỏ giọt proton trong các đồng vị antimon nhẹ. Tại thời điểm này, việc bắt giữ proton hơn nữa dẫn đến phát xạ proton hoặc phát xạ alpha kịp thời, và do đó, dòng proton được tiêu thụ mà không mang lại các yếu tố nặng hơn; quá trình kết thúc này được gọi là chu trình thiếc–antimon–telluri.

## Điều kiện
Quá trình này phải xảy ra trong môi trường nhiệt độ rất cao (trên 109kelvins) để các proton có thể vượt qua rào thế Coulomb lớn cho các phản ứng hạt tích điện. Một môi trường giàu hydro cũng là một điều kiện tiên quyết do thông lượng proton lớn cần thiết. Hạt nhân cần thiết cho quá trình này xảy ra được cho là được hình thành trong các phản ứng đột phá từ chu trình CNO nóng. Thông thường việc bắt proton trong quá trình rp sẽ cạnh tranh với các phản ứng (α, p), vì hầu hết các môi trường có dòng hydro cao cũng rất giàu helium. Thang thời gian cho quá trình rp được thiết lập bằng β + phân rã tại hoặc gần dòng nhỏ giọt proton, vì tương tác yếu chậm hơn so với tương tác mạnh và lực điện từ ở những nhiệt độ cao này.

## Các vị trí có thể
Các vị trí được đề xuất cho quá trình rp đang tích lũy các hệ thống sao đôi trong đó một ngôi sao là một ngôi sao neutron. Trong các hệ thống này, ngôi sao tài trợ đang tích lũy vật liệu lên ngôi sao đối tác nhỏ gọn của mình. Các vật liệu được bồi thường thường giàu hydro và heli vì nguồn gốc của nó từ các lớp bề mặt của ngôi sao tài trợ. Do các ngôi sao nhỏ gọn như vậy có trường hấp dẫn cao, vật chất rơi với vận tốc lớn về phía ngôi sao nhỏ gọn, thường va chạm với vật liệu được bồi đắp khác trên đường, tạo thành một đĩa bồi tụ. Trong trường hợp bồi tụ lên một ngôi sao neutron, vì vật liệu này từ từ tích tụ trên bề mặt, nó sẽ có nhiệt độ cao, thường là khoảng 108 K. Cuối cùng, người ta tin rằng sự bất ổn nhiệt hạt nhân phát sinh trong bầu khí quyển nóng này, cho phép nhiệt độ để tiếp tục tăng cho đến khi nó dẫn đến một vụ nổ nhiệt hạch hạt nhân chạy trốn của hydro và heli. Trong thời gian đèn flash, nhiệt độ nhanh chóng tăng lên, trở nên đủ cao để quá trình rp xảy ra. Trong khi đèn flash ban đầu của hydro và heli chỉ tồn tại trong một giây, quá trình rp thường mất tới 100 giây. Do đó, quá trình rp được quan sát là đuôi của kết quả vụ nổ tia X.